# Список председателей правительства Каталонии

## Средние века

### Четырнадцатый век
- Беренгер де Круиль, епископ Католической епархии в Жироне (1359—1366)
- Ромеу Сескомес, епископ Католической епархии в Лериде (1363—1364)
- Рамон Женер (1364—1365)
- Бернат Вальес, каноник архиепархии Барселоны (1365—1367)
- Ромеу Сескомес, епископ Католической епархии в Лериде (1375—1376)
- Жоан д’Эмпурьес (1376)
- Гильем де Гимера-и-д’Абелья, высший приор ордена госпитальеров имени Святого Иоанна из Иерусалима (1376—1377)
- Галсеран де Безора-и-де Картелья, эпозинарий монастыря Святой Марии в Риполь (1377—1378)
- Рамон Женер (1379—1380)
- Филипп д’Англесола, каноник архиепархии Таррагоны (1380)
- Пере де Сантаманс, каноник Католической епархии в Тортосе (1381—1383)
- Арнау Десколомер, церковник Католической епархии в Жироне (1384—1389)
- Микел де Санжоан, каноник Католической епархии в Жироне (1389—1396)
- Альфонс де Тус, каноник архиепархии Барселоны (1396—1413)

### XX век
- Франсеск Масия-и-Люса (ERC) 1932—1933
- Льюис Кумпаньш (ERC) 1933—1940
- Жузеп Ирла-и-Бош (ERC) 1940—1954
- Жузеп Тараделяс-и-Жуан (ERC) 1954—1980
- Жорди Пужолем-и-Сулей (CiU) 1980—2003
- Паскуале Марагаль (PSC) 2003—2006
- Хосе Монтилья Агилера (PSC) 2006